# Traubenkirschen-Gespinstmotte
Die Traubenkirschen-Gespinstmotte (Yponomeuta evonymella) ist ein Schmetterling (Nachtfalter) aus der Familie der Gespinst- und Knospenmotten (Yponomeutidae). Der wissenschaftliche Artname bezieht sich irreführenderweise auf das Pfaffenhütchen. Dieses wird jedoch von den Raupen einer unterschiedlichen Art der Gespinstmotten befressen, der Pfaffenhütchen-Gespinstmotte (Yponomeuta cagnagella).

## Merkmale

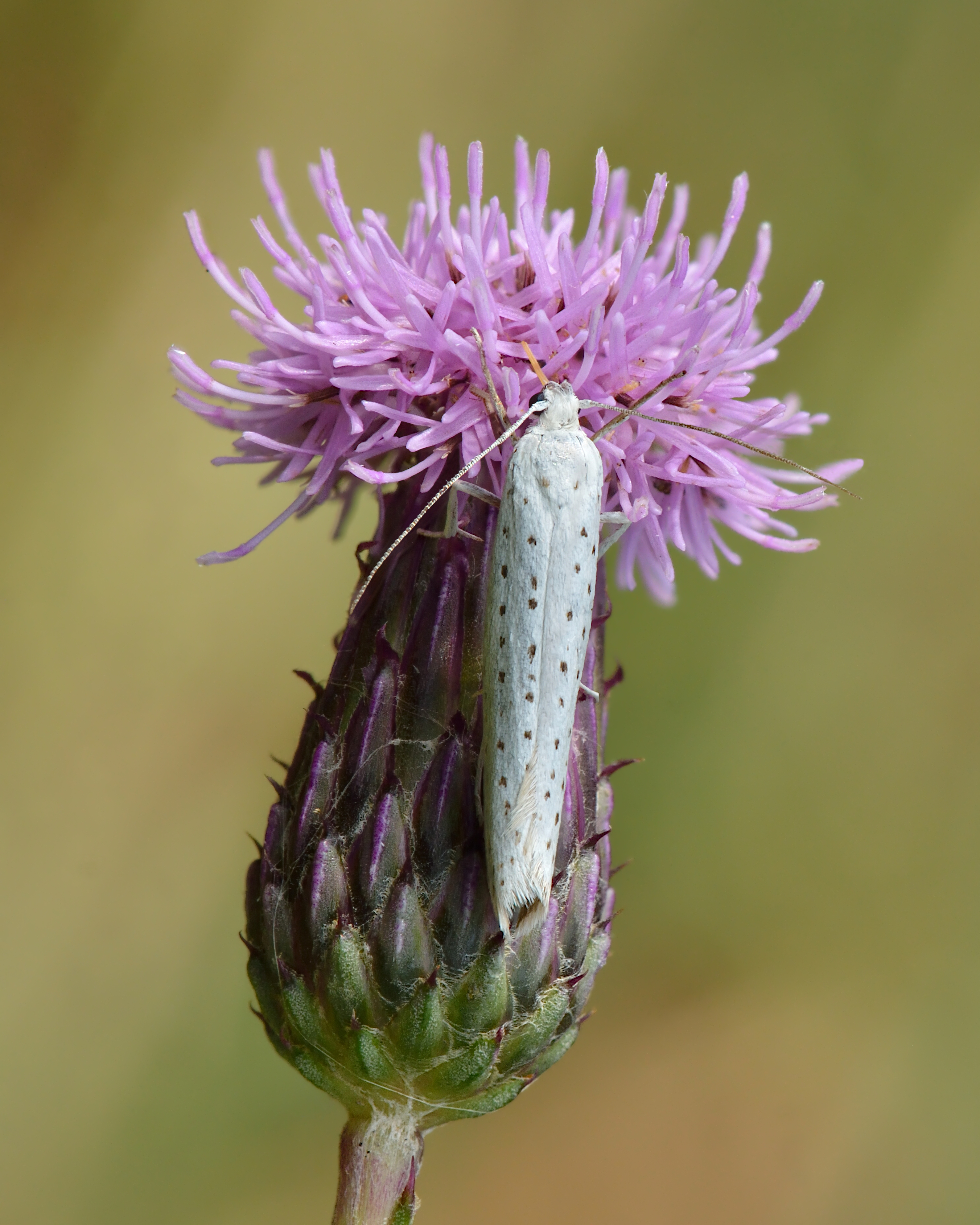
Traubenkirschen-Gespinstmotte

Die Falter haben eine Flügelspannweite von 16 bis 25 Millimetern. Die Vorderflügel sind silbrig weiß und weisen fünf Längsreihen von feinen schwarzen Punkten auf. Die rauchbraunen Hinterflügel haben einen dunklen Saum und sind breiter und kürzer als die Vorderflügel. Die feinen und fadenförmigen Fühler erreichen zwei Drittel der Flügellänge. Wenn die Tiere ruhen, werden die Flügel leicht gerollt eng an den Körper gelegt, so dass der Falter fast wie eine Röhre wirkt. Bei der leichtesten Störung hüpfen die Schmetterlinge weg und lassen sich geschickt zu Boden fallen.

## Lebensraum
Man findet diese Art in fast ganz Europa von den Flussniederungen bis zur Laubwaldgrenze in Auwäldern, an Bachufern mit Gebüschen und Bäumen sowie in Gärten und Parkanlagen. Die Häufigkeit schwankt mit den Jahren, doch Massenentwicklungen, die zum Kahlfraß der Futterpflanzen führen, sind nicht selten.

## Lebensweise
Die Falter findet man von Anfang Juli bis Mitte August. Nach der Paarung, die nur einige Tage bis Wochen nach dem Schlüpfen erfolgt, legen die Weibchen ihre Eier an die Winterknospen der Traubenkirsche ab. Die jungen Raupen überwintern unter den Knospenschuppen und werden mit deren Austreiben im Frühling aktiv. Sie fressen bis Ende Mai oder Anfang Juni und verpuppen sich dann in dicht gepackten Gemeinschaftsgespinsten am Stamm oder in der Krautschicht darunter.
Die Larven ernähren sich fast ausschließlich von der Gewöhnlichen Traubenkirsche (Prunus padus). Sehr selten findet man die Raupen auch an Kirsche oder Faulbaum. Diese Art ist also weitgehend ein Nahrungsspezialist. Es werden nur die Frühjahrstriebe gefressen. Dies ist möglich, da es keine zweite Generation im Jahr gibt.

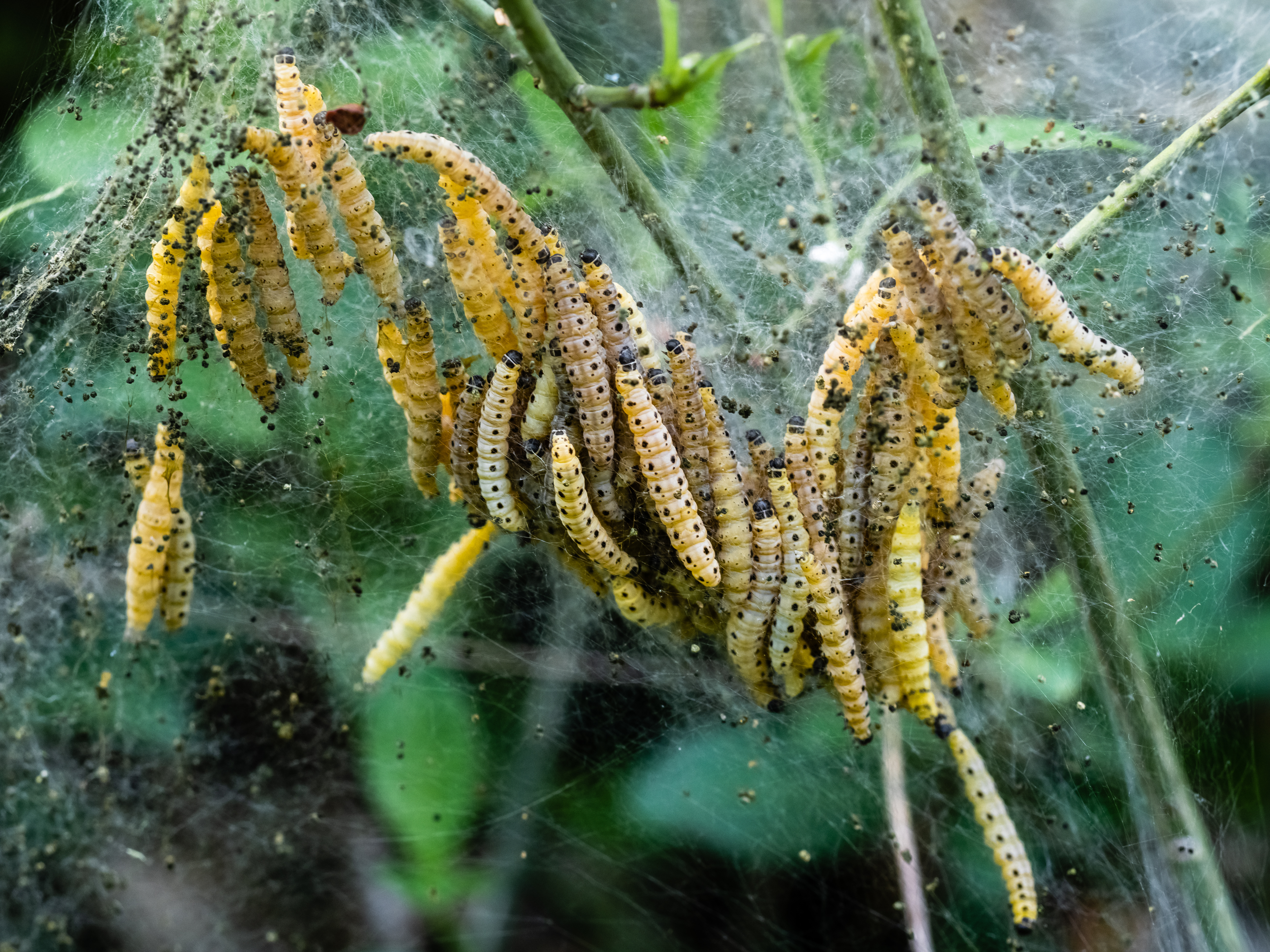
Raupen der Traubenkirschen-Gespinstmotte
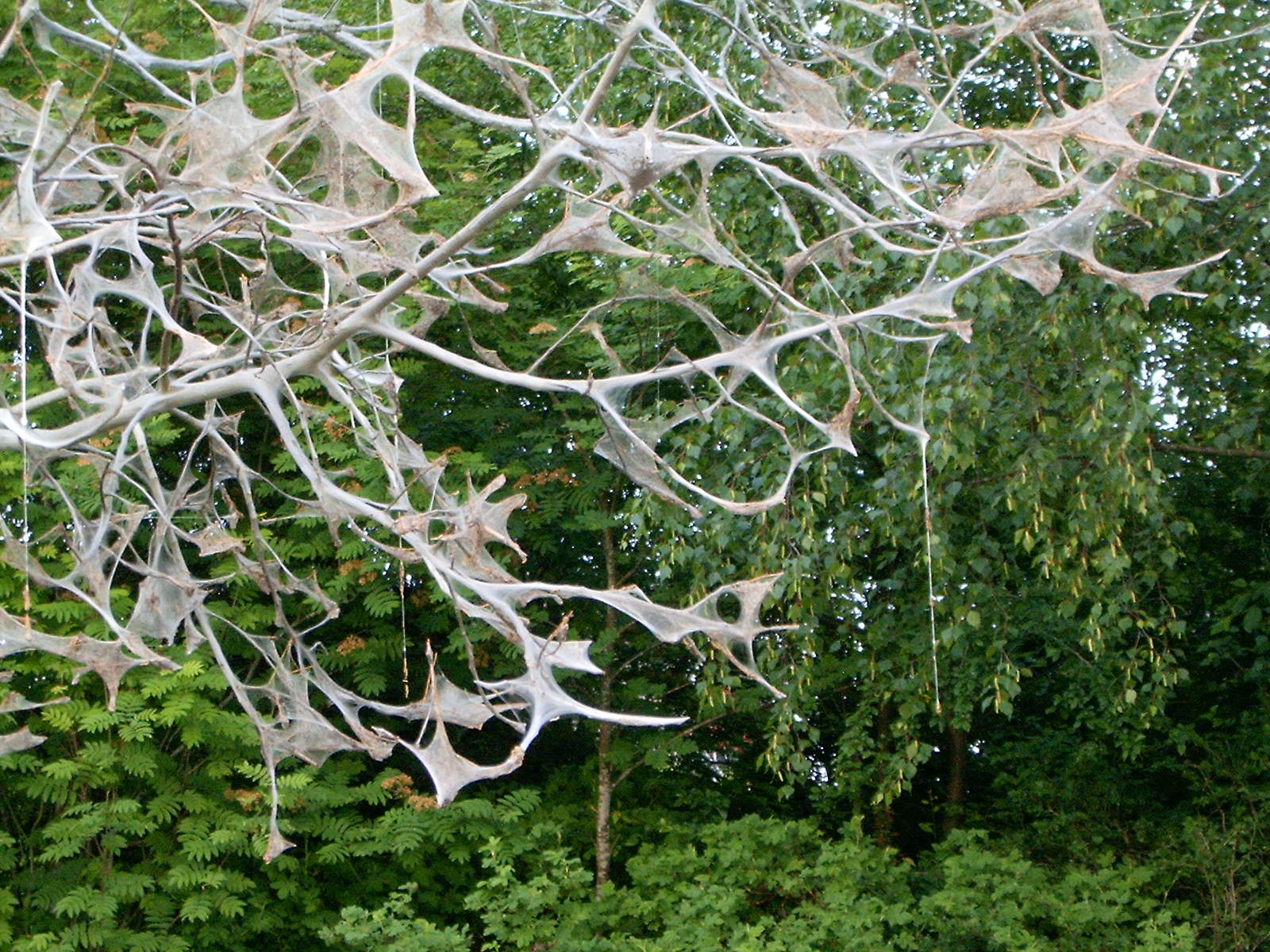
Gespinste auf kahlgefressenem Baum
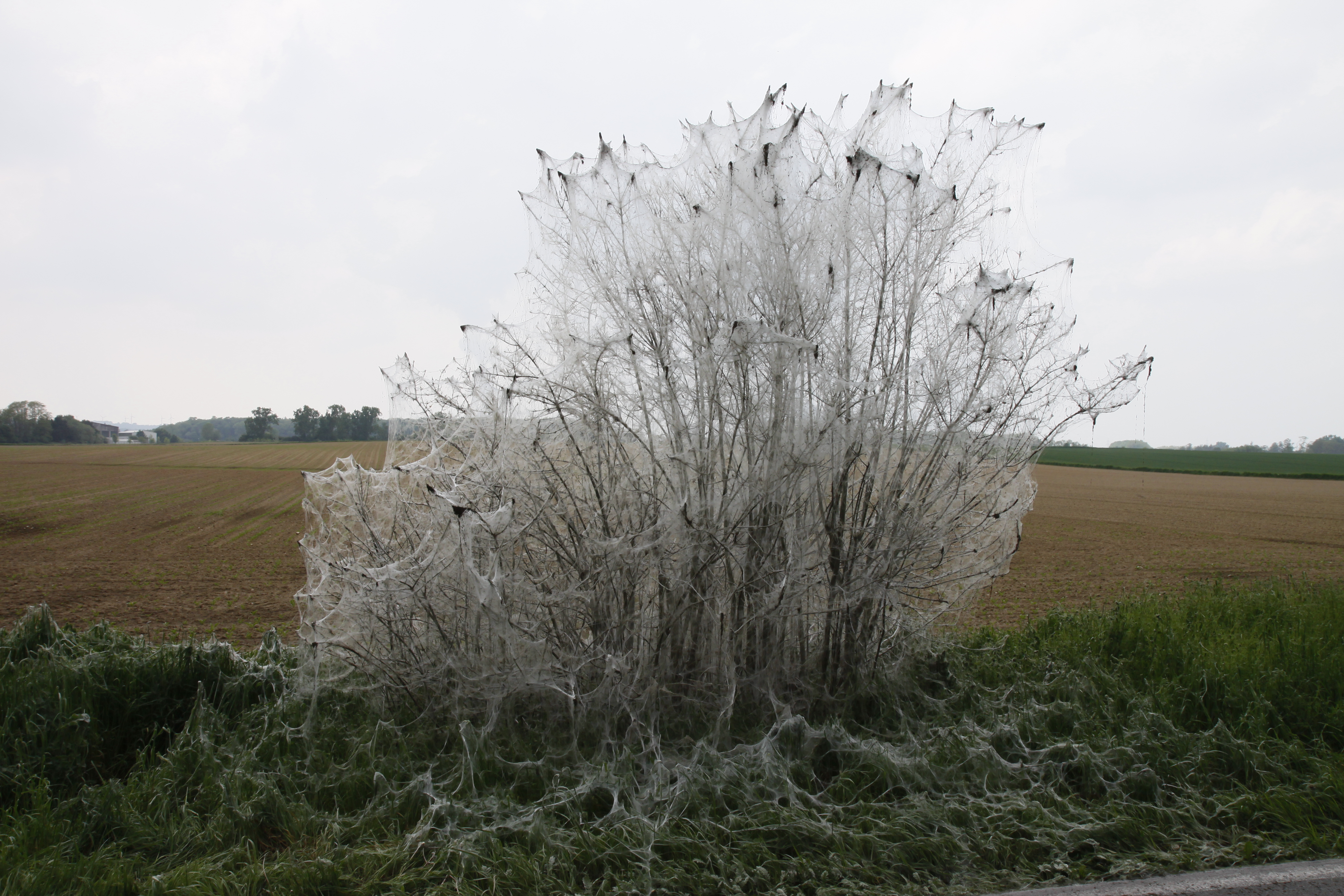
Von Gespinnstmotten befallene Traubenkirsche
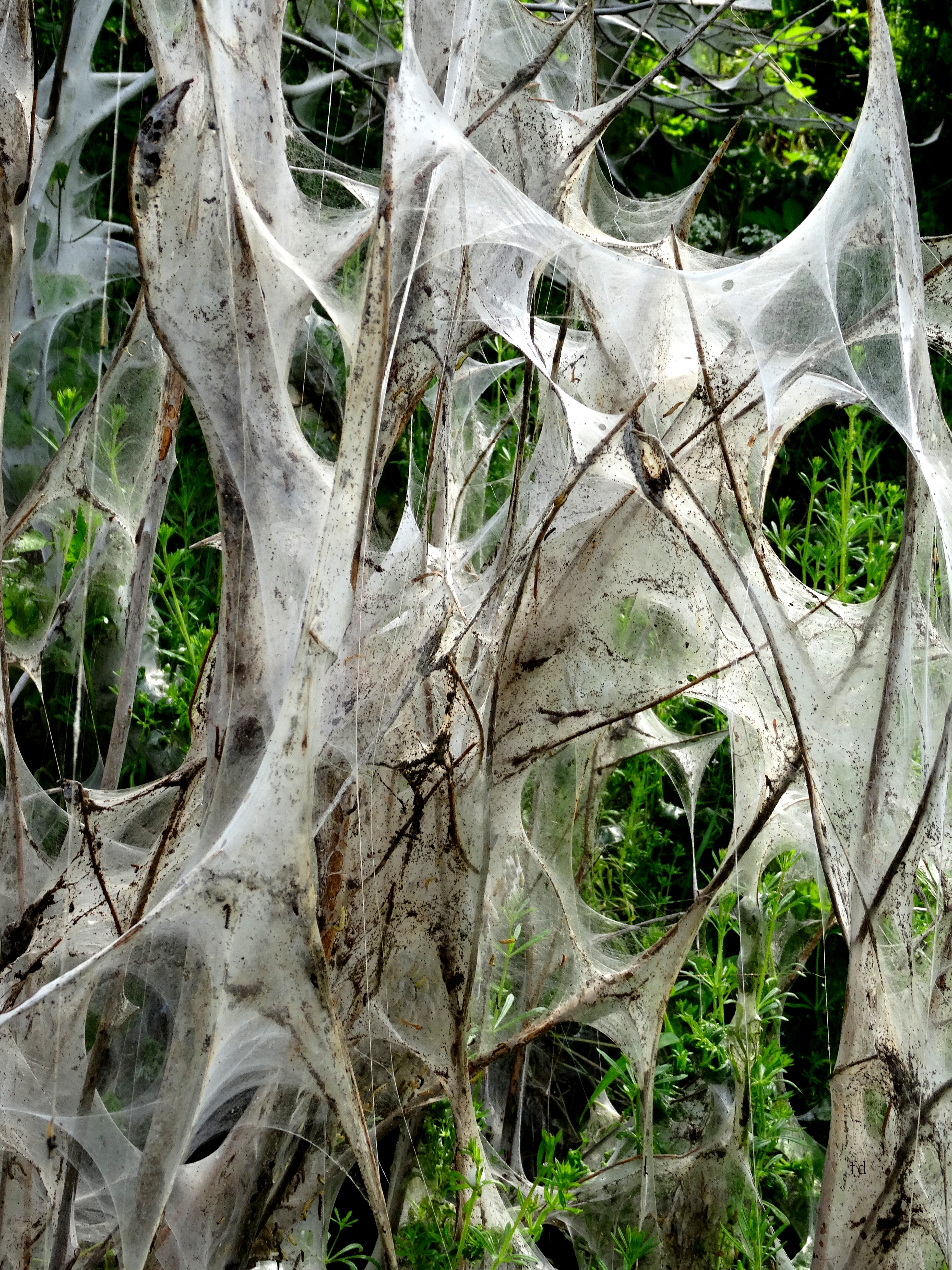
Gewebe der Gespinstmottenraupe
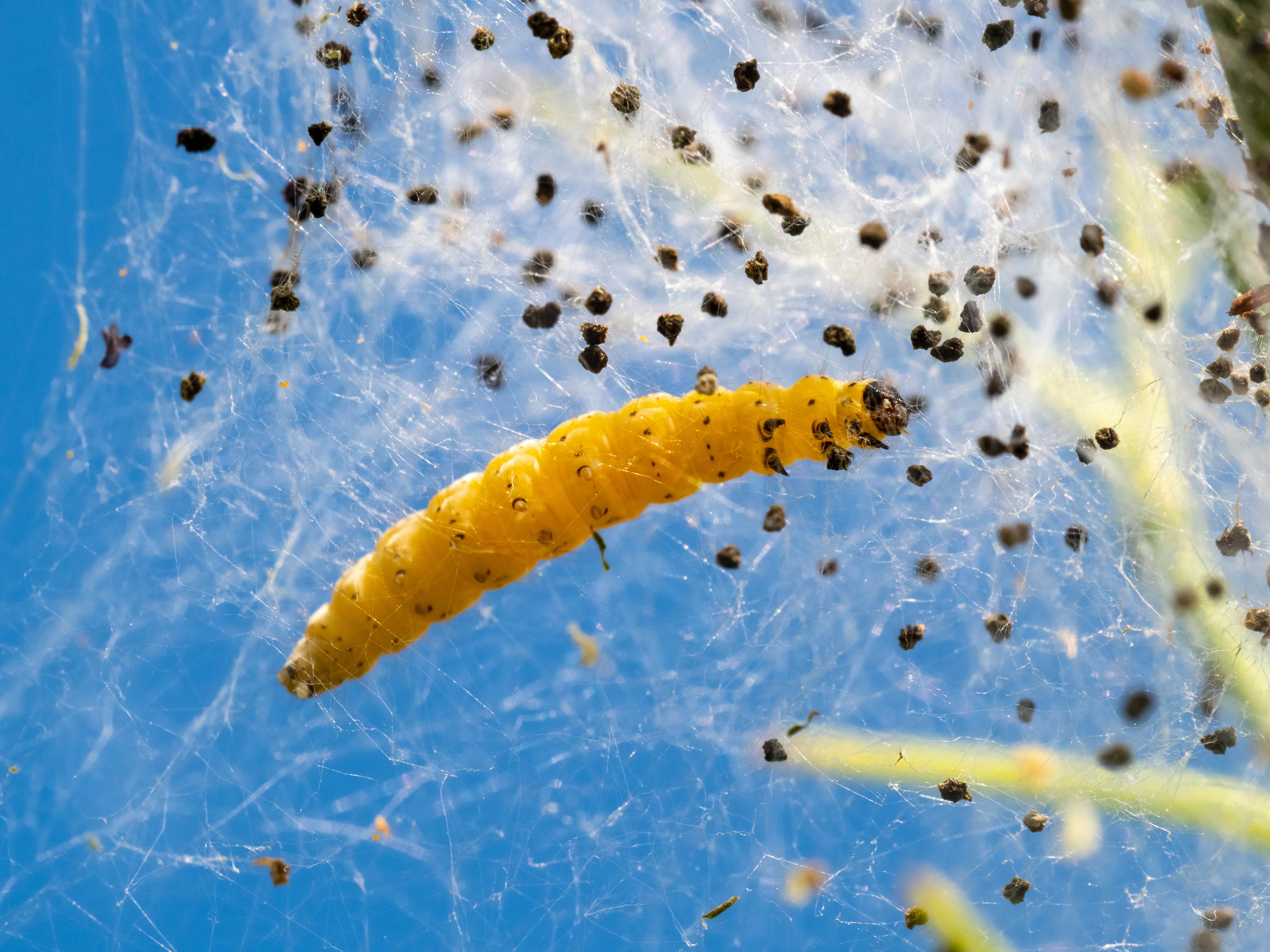
Raupe der Traubenkirschen-Gespinstmotte

## Trivia
Im 18. und 19. Jahrhundert wurden in Südtirol die Gespinste der Traubenkirschen-Gespinstmotte als Malgrund für Spinnwebenbilder verwendet.